# Hjon Bin
Hjon Bin, születési nevén Kim Thephjong (Szöul, 1982. szeptember 25. –) dél-koreai színész, a Ne irumun Kim Szamszun és a Secret Garden című televíziós sorozatokkal vált ismertté.

## Élete és pályafutása
Szöulban született, egy bátyja van. A Csungang Egyetemen végzett színházi szakon 2004-ben, majd 2009-ben ugyanitt kezdte tanulmányait a mesterfokozat megszerzéséért.
2005-ben vált ismertté a My Name is Kim Sam Soon című televíziós sorozattal. 2008-ban a The World That They Live In főszerepét kapta meg. 2010-ben Tang Vej oldalán szerepelt a Late Autumn című filmben, ami egy 1966-os koreai film újradolgozott változata. A filmben nyújtott alakítása pozitív kritikai visszhangot váltott ki.
Ugyanebben az évben kezdte el forgatni a Secret Garden című sorozatot, ahol egy arrogáns, gazdag cégtulajdonost alakított. A sorozat That Man című egyik betétdalát is ő énekelte, ami több koreai toplistát is vezetett.
2011-ben a Come Rain, Come Shine című filmje a 61. Berlini Nemzetközi Filmfesztiválon debütált.
2011. március 7-én a színész megkezdte kötelező sorkatonai szolgálatát a phohangi haditengerészeti bázison. 2012. december 6-án szerelt le.

## Filmográfia

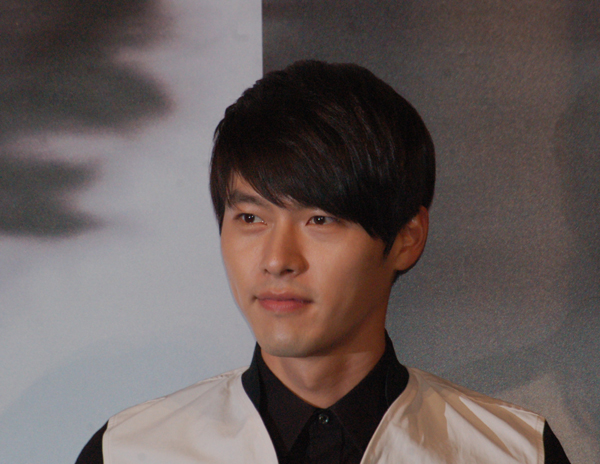
Hjon Bin 2011-ben

### Televíziós sorozatok
| Év        | Cím                                                   | Csatorna | Szerep                        |
| --------- | ----------------------------------------------------- | -------- | ----------------------------- |
| 2003      | Bodyguard                                             | KBS2     |                               |
| 2003      | Nonstop 4                                             | MBC      | Hjon Bin                      |
| 2004      | Ireland                                               | MBC      | Kang Guk                      |
| 2005      | My Name is Kim Sam-soon                               | MBC      | Hjon Dzsinhon                 |
| 2006      | The Snow Queen                                        | KBS2     | Han Theung/Han Dukku          |
| 2008      | Worlds Within                                         | KBS2     | Csong Dzsio                   |
| 2009      | Friend, Our Legend                                    | MBC      | Han Dongszu                   |
| 2010      | Secret Garden                                         | SBS      | Kim Dzsuvon                   |
| 2015      | Hyde, Jekyll, Me                                      | SBS      | Ku Szodzsin (Gu Seojin)/Robin |
| 2018–2019 | Memories of the Alhambra                              | tvN      | Ju Dzsinu (Yoo Jin-woo)       |
| 2019–2020 | A szerelem siklóernyőn érkezik (Crash Landing on You) | tvN      | Ri Dzsonghjok (Ri Jeong-hyuk) |

### Filmek
| Év   | Cím                                                | Szerep                          |
| ---- | -------------------------------------------------- | ------------------------------- |
| 2004 | Spin Kick                                          | Mingju                          |
| 2005 | Daddy-Long-Legs                                    | Hjondzsun                       |
| 2006 | A Millionaire's First Love                         | Kang Dzsegjong                  |
| 2009 | I'm Happy                                          | Manszu                          |
| 2010 | Late Autumn                                        | Hun                             |
| 2010 | Come Rain, Come Shine                              | A férfi                         |
| 2014 | The King's Wrath                                   | Csongdzso király                |
| 2017 | Titkos küldetés Szöulban (Confidential Assignment) | Im Csholljong (Im Cheol-ryung)  |
| 2017 | The Swindlers                                      | Hvang Dzsiszong (Hwang Ji-sung) |
| 2018 | The Negotiation                                    | Min Thegu (Min Tae-goo)         |
| 2018 | Rampant                                            | I Cshong (Lee Chung)            |

## Díjak és elismerések
| Év   | Díj                                 | Kategória                                               | Jelölés                    | Eredmény |
| ---- | ----------------------------------- | ------------------------------------------------------- | -------------------------- | -------- |
| 2005 | MBC Drama Awards                    | Legjobb páros díja Kim Szonával                         | My Name is Kim Sam-soon    | Elnyerte |
| 2005 | MBC Drama Awards                    | Népszerűségi díj                                        | My Name is Kim Sam-soon    | Elnyerte |
| 2005 | MBC Drama Awards                    | Kiválóság díj, színész                                  | My Name is Kim Sam-soon    | Elnyerte |
| 2006 | 42. Paeksang Arts Awards            | Legnépszerűbb színész                                   | A Millionaire's First Love | Elnyerte |
| 2006 | KBS Drama Awards                    | Legjobb páros díja Szong Jurival                        | Snow Queen                 | Elnyerte |
| 2006 | KBS Drama Awards                    | Népszerűségi díj                                        | Snow Queen                 | Elnyerte |
| 2006 | KBS Drama Awards                    | Internetezők díja                                       | Snow Queen                 | Elnyerte |
| 2006 | KBS Drama Awards                    | Kiválóság díj, színész                                  | Snow Queen                 | Jelölve  |
| 2009 | MBC Drama Awards                    | Kiválóság díj, színész                                  | Friend, Our Legend         | Jelölve  |
| 2010 | SBS Drama Awards                    | Legjobb páros díja Ha Dzsivonnal                        | Secret Garden              | Elnyerte |
| 2010 | SBS Drama Awards                    | Internetes népszerűségi díj                             | Secret Garden              | Elnyerte |
| 2010 | SBS Drama Awards                    | Top 10 sztár                                            | Secret Garden              | Elnyerte |
| 2010 | SBS Drama Awards                    | Legnagyobb kiválóság díj, színész televíziós sorozatban | Secret Garden              | Elnyerte |
| 2011 | 47. Paeksang Arts Awards            | Legjobb színész televíziós sorozatban                   | Secret Garden              | Jelölve  |
| 2011 | 47. Paeksang Arts Awards            | Nagydíj (televíziós sorozat)                            | Secret Garden              | Elnyerte |
| 2011 | 6. Seoul International Drama Awards | Kiemelkedő koreai színész                               | Secret Garden              | Jelölve  |

## Fordítás
- Ez a szócikk részben vagy egészben  a   Hyun Bin című angol Wikipédia-szócikk ezen változatának fordításán alapul.  Az eredeti cikk szerkesztőit annak laptörténete sorolja fel. Ez a jelzés csupán a megfogalmazás eredetét és a szerzői jogokat jelzi, nem szolgál a cikkben szereplő információk forrásmegjelöléseként.